# Berberis xanthoxylon
Berberis xanthoxylon là một loài thực vật có hoa trong họ Hoàng mộc. Loài này được Hassk. ex Schneid. mô tả khoa học đầu tiên năm 1918.